# Philippe Bergeroo
Philippe Bergeroo (Ciboure, 28 de janeiro de 1954) é um treinador e ex-futebolista francês, que atuava como goleiro. Atualmente está sem clube.

## Carreira
Por clubes, se destacou no Lille, onde atuou entre 1978 e 1983. Jogou também pelo Bordeaux, de 1971 a 1978.
Bergeroo colocou ponto final em sua carreira em 1988, atuando pelo Toulouse.

## Seleção
Bergeroo disputou apenas três partidas pela Seleção Francesa de Futebol entre 1977 e 1986. Esteve na Euro 1984 (último título conquistado pela França até a Copa de 1998), como segundo goleiro, e na Copa de 1986, indo como terceira alternativa ao gol dos Bleus.

## Treinador
Comanda a Seleção Francesa de Futebol Feminino, após a saída de Bruno Bini, e dirigiu a equipe no Rio 2016.